# Ader (Niger)

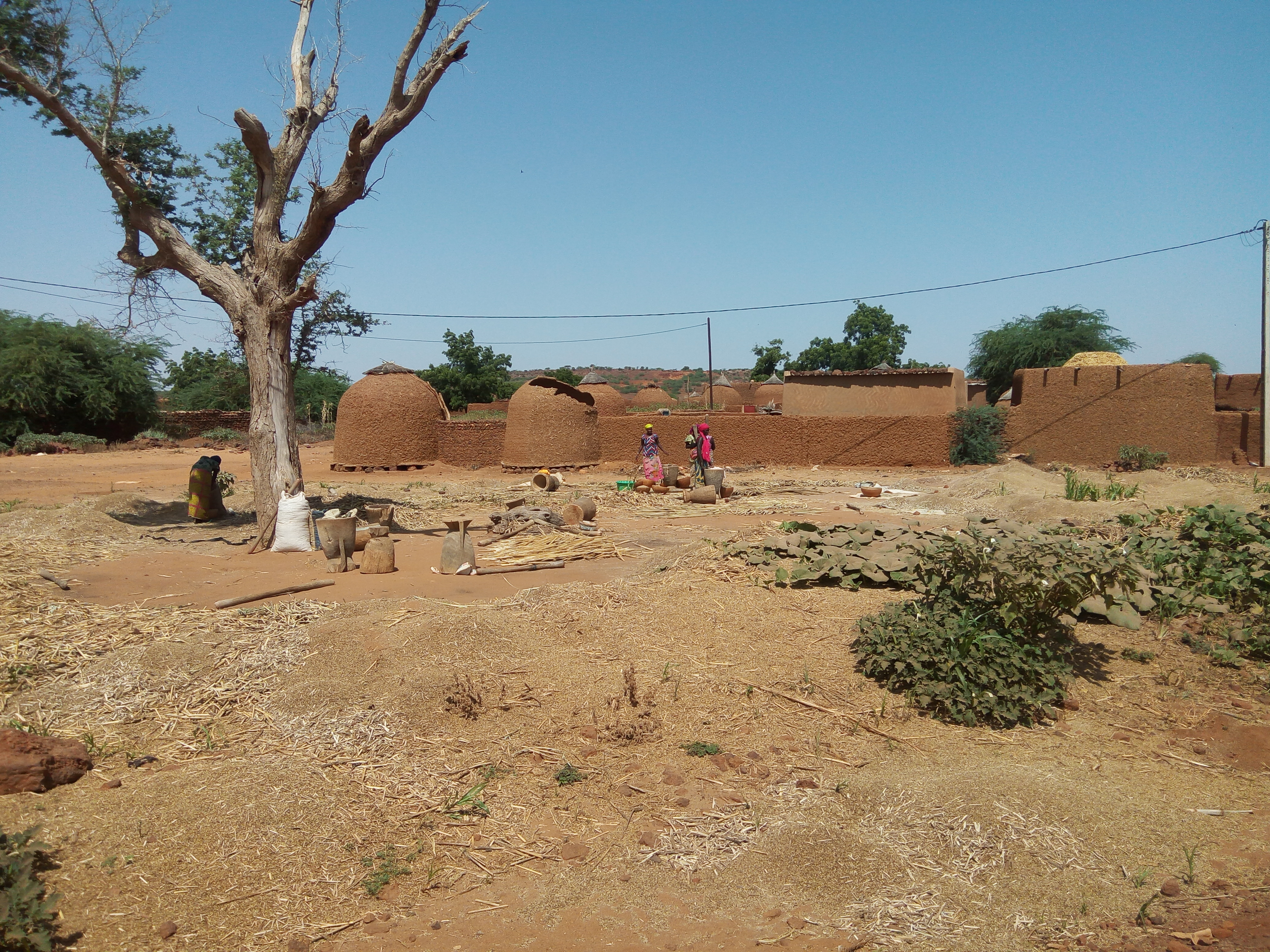
Frauen bei der Arbeit im Dorf Founkoyé in Ader

Ader (auch: Adar, Adăr) ist eine Landschaft in Niger. Die ehemalige Provinz des Sultanats Aïr wird hauptsächlich von Hausa bewohnt und ist stark von Wassermangel und Sandstürmen betroffen.

## Geographie
Die Landschaft liegt im Süden der Region Tahoua und grenzt an mehrere weitere historische Territorien: an Gobir im Südosten, an Konni im Süden und an Aréoua im Südwesten. Ader besteht aus einem Tiefland im Westen und einem Hochland im Osten, die ungefähr durch eine imaginäre Linie zwischen den Städten Tahoua und Illéla, der historischen Hauptstadt Aders, voneinander abgegrenzt werden. Das Tiefland ist eine Dünenlandschaft mit vereinzelten Zeugenbergen. Das Hochland ist der Ader Doutchi („Ader des Berglands“), eine bis zu 746 m hohe und von Tälern durchschnittene Sandstein-Hochebene. Der Ader Doutchi und das südlich anschließende Tal der Maggia bilden die agrarökologische Zone Ader Doutchi Maggia.
Ader gehört geologisch zum Iullemmeden-Becken und klimatisch zur Sahelzone. Die Nähe zur Sahara äußert sich in auch für Sahelzone-Verhältnisse langen Trockenzeiten mit starken Stürmen und Harmattan-Staubwolken. Die Region ist von starker Bodendegradation betroffen. Die durchschnittlichen jährlichen Niederschläge belaufen sich auf 300–400 mm. Die Dornstrauchsavanne des Ader wird ab und an, etwa in der Gegend um Tamaské, durch Anabäume aufgelockert. Von der noch zu Beginn des 19. Jahrhunderts bestehenden dichten Bewaldung in den Niederungen ist so gut wie nichts mehr übrig geblieben.
Als pars pro toto kann Ader auch für die gesamte Region Tahoua stehen, deren Grenzen 1964 festgelegt wurden. Entsprechend wird die Regionalhauptstadt Tahoua auch als moderne „Hauptstadt Aders“ gehandelt.

## Geschichte

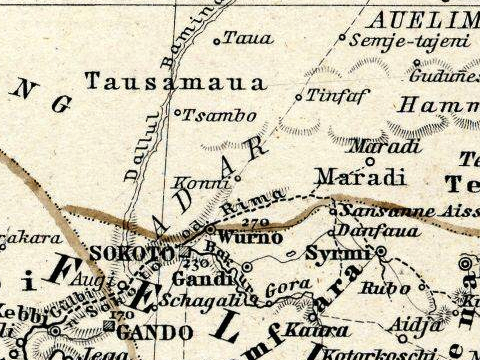
Adar, zu weit im Süden eingezeichnet in Stielers Hand-Atlas (1891)

Die ersten dauerhaften Siedlungen, die noch heute bestehen, wurden im 12. und 13. Jahrhundert gegründet. In den darauffolgenden Jahrhunderten wurde das Gebiet von Ader besonders durch Zuwanderungen aus dem Aïr, ferner aus Gobir stärker besiedelt. Die ersten Dorfgemeinschaften entstanden durch Migrationen der Azna, aus denen sich die Azna-Herrschaftssitze mit einer komplexen politischen Organisation entwickelten. Dazu zählte im 17. Jahrhundert beispielsweise Déoulé.
Das Gebiet war im 17. Jahrhundert zwischen dem Sultanat Aïr im Norden und dem Emirat Kebbi im Süden strittig. Aggaba, ein Sohn des Sultans Al Mubarek von Aïr mit Sitz in Agadez, leitete 1674 einen Feldzug gegen Kebbi und eroberte fast ganz Ader für das Sultanat. Er konnte dabei auf die militärische Unterstützung der vor Ort lebenden Tuareg-Fraktion Lissiwan zählen. Die Ereignisse werden auf Hausa als yakin Aggaba („Krieg des Aggaba“) überliefert.
Der Ortsname Ader kommt aus der Sprache Tamascheq und bedeutet „Fuß“, in metaphorischer Übertragung bei Ortsbezeichnungen auch „kleiner Zubringerfluss“ oder „enges Tal“. Laut den Chroniken von Agadez soll Sultan Al Mubarek seinem Sohn beim Aufbruch zum Feldzug gesagt haben: „Aggaba, du sollst dich um diesen Fuß kümmern“. Nach einer anderen, mündlichen Überlieferung soll Aggaba beim Betreten der Landschaft über seine eigenen Füße gestolpert sein. Die korrekte Transkription ist Adar, genauer Adăr. Die näher an der üblichen Aussprache stehende Schreibweise Ader geht auf einen Fehler der französischen Kolonialverwaltung zurück und setzte sich in offiziellen nigrischen Quellen durch.
Ader wurde durch Aggaba eine Provinz des Sultanats Aïr, in der er als Statthalter des Sultans amtierte. Er und seine Nachfolger führten den Titel serki n’Ader (auch: Sarkin Adar). Er ließ die alten Azna-Herrschaftssitze bestehen und integrierte sie in die Verwaltung der Provinz. Der erste Hauptort der Provinz war das Dorf Birni Ader inmitten des Ader Doutchi. Aggaba machte das Dorf zu einem Stützpunkt für den Handel und für Raubzüge ins benachbarte Gobir, die besonders dem Ziel dienten Sklaven zu machen. Im Jahr 1687 wurde er als Nachfolger seines Vaters Sultan in Agadez. Gegen Ende seines Lebens, im Jahr 1721, wurde er von seinem Bruder abgesetzt und flüchtete zurück nach Ader. Die Herrschaft des Sultanats Aïr über Ader blieb noch bis Anfang des 19. Jahrhunderts uneingeschränkt bestehen, wobei Illéla das Dorf Birni Ader als Hauptort der Provinz ablöste.
Die Jahre von 1804 bis 1836 waren durch den von Usman dan Fodio begonnenen Dschihad der Fulbe geprägt. Vom Deutschen Ulrich Seetzen, der während eines von 1807 bis 1809 dauernden Ägypten-Aufenthalts einen Mann aus Birni Ader traf, stammt eine Beschreibung Aders aus jener Zeit. Das Kalifat von Sokoto dominierte die darauffolgenden Jahrzehnte, bis von 1860 bis 1864 die Tuareg die Kontrolle über weite Teile Aders übernahmen. Die Provinz zerfiel in mehrere Teile und der serki n’Ader von Illéla beherrschte nur noch ein kleines Gebiet im westlichen Ader.
Ab 1900 kam das Gebiet unter die Kontrolle Frankreichs. Der serki n’Ader von Illéla wurde im seit 1960 von Frankreich unabhängigen Niger in das System der traditionellen Herrschaft (chefferie traditionnelle) integriert. Er steht den traditionellen Herrschern in den Departements Illéla und Bagaroua vor. Der 31. serki n’Ader seit Aggaba trat sein Amt 2014 an.

## Bevölkerung

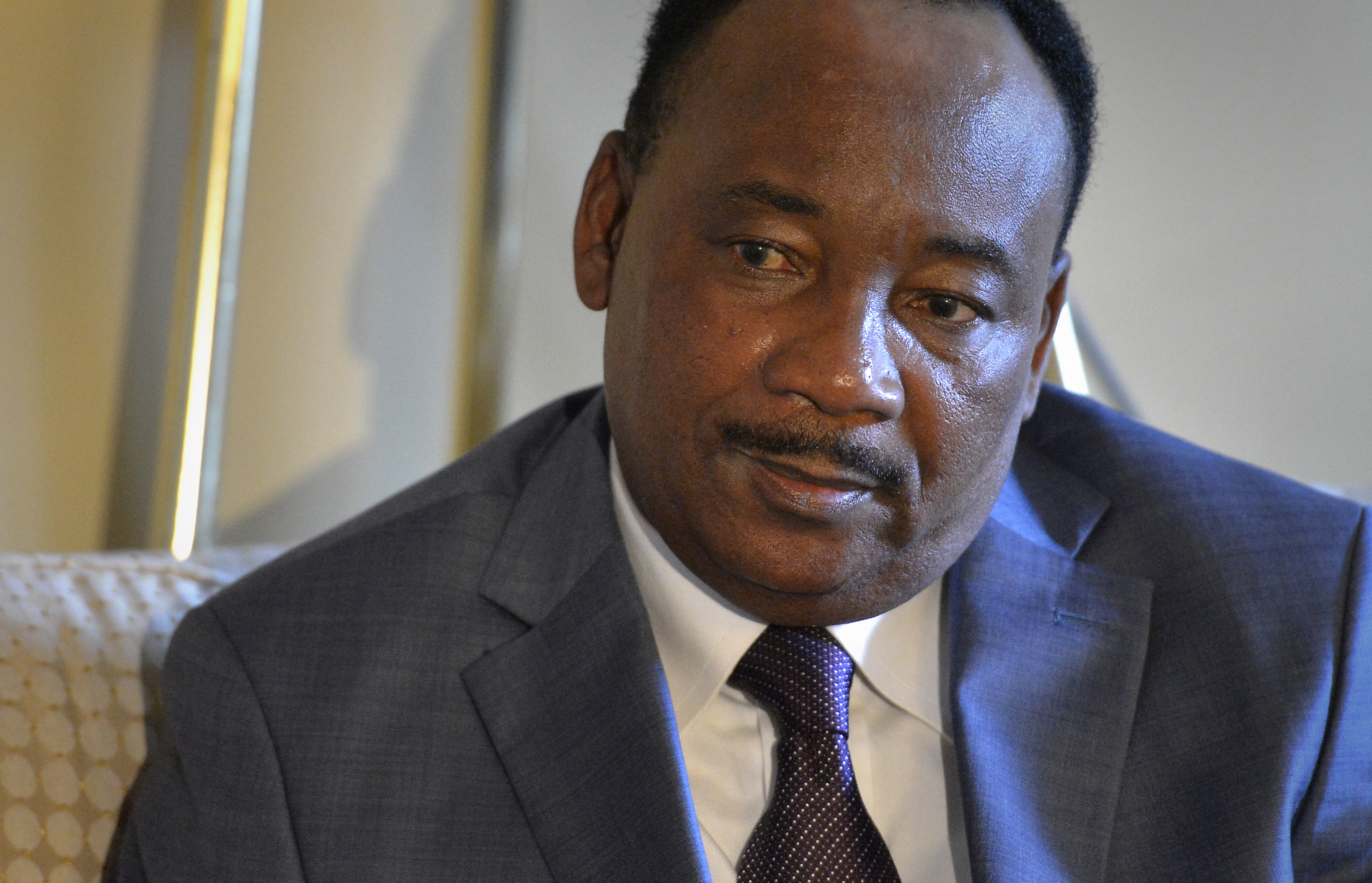
Mahamadou Issoufou, ein Ba’adare aus Ader

Die Hauptbeschäftigung aller ethnischen Gruppen in Ader besteht aus Ackerbau, Viehzucht und saisonaler Migration.
Die Bevölkerung besteht mehrheitlich aus Hausa. Die Hausa-Untergruppe von Ader sind die Adarawa (Singular: Ba’adare). Auf Zarma heißen sie Adarance. Ein bekannter Ba’adare ist der nigrische Staatspräsident Mahamadou Issoufou, der seine Hausmacht in Ader besaß. Viele Adarawa leben zwecks Handel und Arbeitsmigration saisonal außerhalb ihrer Heimat. Der Marché de Katako, ein wichtiger Markt in der nigrischen Hauptstadt Niamey, wird von Adarawa kontrolliert. In der Hafenstadt Cotonou in Benin leben die Migranten aus Ader in einem eigenen Stadtviertel (Zongo).
Tuareg und Fulbe machen zusammen ungefähr ein Zehntel der Bevölkerung aus. Auch die sonst oft nomadisch lebenden Tuareg sind in Ader sesshaft. Die Tuareg-Gesellschaftsklasse Bouzou, die ehemalige Sklavenschicht, lebt zumeist in Siedlungen im Tiefland, die jeweils Hausa-Dörfern zugeordnet sind. Bouzou und Fulbe arbeiten häufig als Viehhirten. Die Sprache Hausa wird auch von den Minderheiten verstanden und gesprochen.